# Övre Eksjön
Övre Eksjön är en sjö i Kinda kommun i Östergötland och ingår i Motala ströms huvudavrinningsområde. Sjön har en area på 0,0629 kvadratkilometer och ligger 126,5 meter över havet.

## Delavrinningsområde
Övre Eksjön ingår i det delavrinningsområde (643160-148861) som SMHI kallar för Inloppet i Kisasjön. Medelhöjden är 166 meter över havet och ytan är 41,8 kvadratkilometer. Räknas de 19 avrinningsområdena uppströms in blir den ackumulerade arean 331,2 kvadratkilometer. Storån (Bringesån) som avvattnar avrinningsområdet har biflödesordning 3, vilket innebär att vattnet flödar genom totalt 3 vattendrag innan det når havet efter 147 kilometer. Avrinningsområdet består mestadels av skog (67 procent) och jordbruk (12 procent). Avrinningsområdet har 2,44 kvadratkilometer vattenytor vilket ger det en sjöprocent på 5,8 procent. Bebyggelsen i området täcker en yta av 2,34 kvadratkilometer eller 6 procent av avrinningsområdet.